# Autobiografizm
Autobiografizm – postawa, dzięki której doświadczenia i przeżycia pisarza zostają wykorzystane i dochodzą do głosu w jego twórczości; skłonność do czerpania tematu literackiego z faktów z własnego życia autora, z własnych przeżyć, pisanie o sobie i o swoim życiu.

## Powstanie gatunku
Za pierwsze dzieło posiadające cechy tekstu autobiograficznego wielu badaczy uznaje Wyznania Św. Augustyna. Kolejne to Jeżeli nie umiera ziarno Andre Gide’a, Wyznania J. J. Rousseau, Zmyślenie i prawda Goethego, Pamiętniki zza grobu Chateaubrianda czy Apologia Newmana.

## Cechy autobiografii
Autobiografia nie zawiera dokładnego opisu życia jej autora z uwzględnieniem dat i faktów, ale zależnie od przyjętej konwencji i epoki, w której powstała, dopuszcza jego ujawnienie się. Wypowiadające się w autobiografii „ja”, niekoniecznie posiada rzeczywiste cechy autora utworu.
W powieści autobiograficznej można dostrzec podobieństwo między losami głównego bohatera a życiem autora, jednak często on sam odżegnuje się od takich skojarzeń, podkreślając, że nie należy utożsamiać jego samego z bohaterem (np. „Życie Arseniewa” Iwana Bunina). Dopiero równoczesna obecność perspektywy indywidualnej i dokumentarnej autentyczności (która niekoniecznie jest równoznaczna z faktograficzną prawdziwością) przesądza o autobiograficznym charakterze tekstu. Autobiografia nie musi być obiektywnym opisem etapów jakiegoś życia, ale powinna ukazać wysiłek twórczy, dążący do przekazania sensu własnego istnienia.

## Rodzaje autobiografii
Oprócz typowych gatunków autobiografii wyodrębnionych przez badaczy występują także różne ich odmiany. Możemy wyróżnić:
- autobiografię „właściwą” ukazującą wydarzenia i przeżycia wewnętrzne jej autora,
- autobiografię mistyczną i duchową, w których główny nacisk kładzie autor na ukazanie własnych przeżyć duchowych, na życie wewnętrzne,
- dziennik, który ma wiele odmian: dziennik intymny, dziennik podróży, choroby, uwięzienia. (różni się od typowej autobiografii użyciem czasu przeszłego zamiast teraźniejszego),
- pamiętnik – najbardziej zbliżony do autobiografii, szczególnie pod względem konstrukcji czasu,
- wspomnienia, mające konstrukcję fragmentaryczną, często kompozycję otwartą, szkicową.

## Utwory
- Św. Augustyn, Wyznania
- Rousseau, Wyznania
- Johann Wolfgang von Goethe, Zmyślenie i prawda
- Klemens Janicki, O sobie samym do potomności
- Adam Mickiewicz, Dziady
- Zygmunt Krasiński, Nie-Boska komedia
- Juliusz Słowacki, Beniowski
- Stanisław Ignacy Witkiewicz, 622 upadki Bunga
- Zbigniew Uniłowski, Wspólny pokój